# Гастроскопія
Гастроскопія (від дав.-гр. γαστήρ — «шлунок» і σκοπέω — «спостерігаю, дивлюсь»); повна назва — фіброгастродуоденоскопія (ФГДС) — ендоскопічне дослідження стравоходу, порожнини шлунка і дванадцятипалої кишки.
Являє собою візуальну оцінку стану слизових оболонок цих органів за допомогою складного оптичного апарату. Дозволяє провести ряд лікувальних маніпуляцій і діагностичних тестів, при цьому не вимагає тривалої і складної підготовки з боку пацієнта.

## Показання

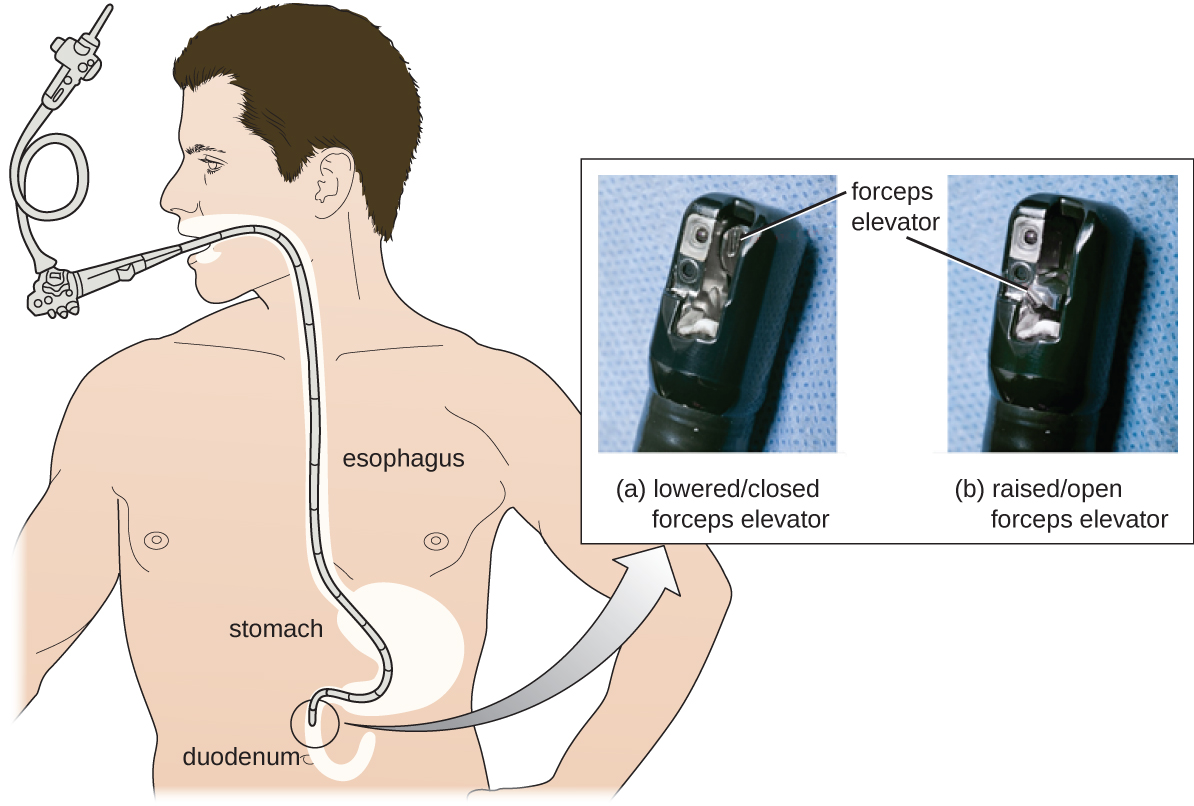
Дуоденоскоп: апарат з бічною оптикою для огляду дуоденального сосочка дванадцятипалої кишки

- Порушення ковтання, біль за грудиною.
- Біль у верхніх відділах живота, печія, нудота, блювання, втрата апетиту, анемія.
- Захворювання печінки та підшлункової залози (як додатковий метод)
- Контроль і нагляд за вже встановленими захворюваннями, динаміка лікування.
- Раннє виявлення онкологічних захворювань (особливо після 40 років).

## Протипоказання
- Декомпенсована серцева недостатність.
- Гостра Ішемічна хвороба серця.
- Порушення ритму серцевої діяльності.
- Тяжка дихальна недостатність.
- Психічні захворювання.

За бажанням пацієнта, для запобігання неприємних відчуттів, при дослідженні можливе застосування місцевого знеболення ротоглотки та короткочасного медикаментозного сну.

## Додаткові тести
- Забір матеріалу для патоморфологічного дослідження.
- Тест визначення Helicobacter pylori (мікроорганізм, що спричинює пептичну виразку, хронічний гастрит, онкологічні захворювання шлунка).
- Визначення кислотопродукуючої функції шлунка за допомогою електронного ацидометра.